# Proton Wira
Der Proton Wira (auch Proton 400 / Wira Persona / Natura) wurde von 1993 bis 2009 vom malayischen Automobilhersteller Proton als viertüriges Stufenheck und fünftüriges Schrägheck gebaut. Der Wira war als neue Alternative zum Proton Saga Iswara, einer überarbeiteten Version von Protons erstem Modell Saga, als Spitzenmodell in der Kompaktklasse gedacht. Der Saga wurde bis 2008 regelmäßig geringfügig überarbeitet. Dann wurde eine zweite Generation, diesmal als Kleinwagen, herausgebracht.
Der Wira sollte später durch zwei bei Proton selbst konstruierten Modelle ersetzt werden. Der GEN•2, der 2004 vorgestellt wurde ersetzte die Schräghecklimousine Aeroback. Der Persona erschien 2007 als Nachfolger der Limousine. Bis 2009 wurde der Wira als Limousine – vor allem für die Exportmärkte – aber noch parallel produziert.
“Wira” bedeutet auf Bahasa Malaysia als Lehnwort aus dem Sanskrit “Held”. Vom Wira abgeleitet wurde auch das Coupé Proton Putra das in Europa als Proton Coupé oder Proton 418 vermarktet wurde.

## Geschichte
Der Wira wurde 1993 als viertüriges Stufenheck eingeführt und basierte auf dem Mitsubishi Lancer von 1992, hatte aber ein leicht verändertes Design. Die Scheinwerfer stammten vom Mitsubishi Colt von 1992, die Heckleuchten von der Mitsubishi-Galant-Kombilimousine von 1987, die Stoßfänger vom Mitsubishi Mirage und das Armaturenbrett wurde auch abgeändert. Die Frontansicht setzte die Linie des Saga Iswara fort. 1994 kam eine fünftüriges Schrägheck (anfangs unter dem Namen Wira Aeroback) dazu.
Proton konzipierte ursprünglich Mitte der 1990er-Jahre auch einen kleinen, fünftürigen Kombi auf Basis der Limousine mit den gleichen Rücklichtern wie der erste überarbeitete Wira. Diese Entwicklung kam ans Licht, als in einer örtlichen Zeitung ein abgewrackter Prototyp hinter dem Proton-Montagewerk in Shah Alam abgebildet war. Nachdem es danach kaum noch Informationen über dieses Modell gab, nimmt man an, dass es nie über das Konzeptstadium hinausgekommen ist.
1995 wurde der Wira überarbeitet und bekam einen neuen Kühlergrill und schlankere Rückleuchten. Anfang 1999 folgten weiße Blinkleuchten. Mitte 2004 gab es weitere kleine Veränderungen am Kühlergrill und an den Stoßfängern. Trotz dieser kleineren Aufwertungen blieb das Design des Wira im Grunde über zehn Jahre gleich.
2004 führte Proton den Wira Special Edition (auch Wira SE) ein. Es sollten ungefähr 100.000 Stück davon hergestellt werden, aber dieses Verkaufsziel wurde verfehlt. Die SE-Modelle wurden zu verschiedenen Zeitpunkten des Wira-Modellzyklusses als Aeroback-Varianten herausgebracht und hatten sportliche Accessoires, wie Karosseriepakete, überarbeitete Innenräume und auf Wunsch auch Aluminiumspoiler.
Viele Proton-Modelle, die nach dem Wira vorgestellt wurden, besaßen ein Frontdesign, das von dem des Wira abgeleitet war. Darunter sind die Schräghecklimousine Satria / 300 der ersten Generation, das zweitürige Coupé Putra und der Pickup Arena.
Als Nachfolger für den Wira konstruierte Proton den GEN•2, eine Kombilimousine, die den Codenamen „Wira Replacement Model“ trug, und brachte ihn 2004 heraus. Im August 2007 erschien der Persona, eine neue Limousine auf Basis des GEN•2 als Ersatz für die Limousine des Wira.
Der Proton Wira war in Malaysia in der Taxibranche sehr verbreitet.

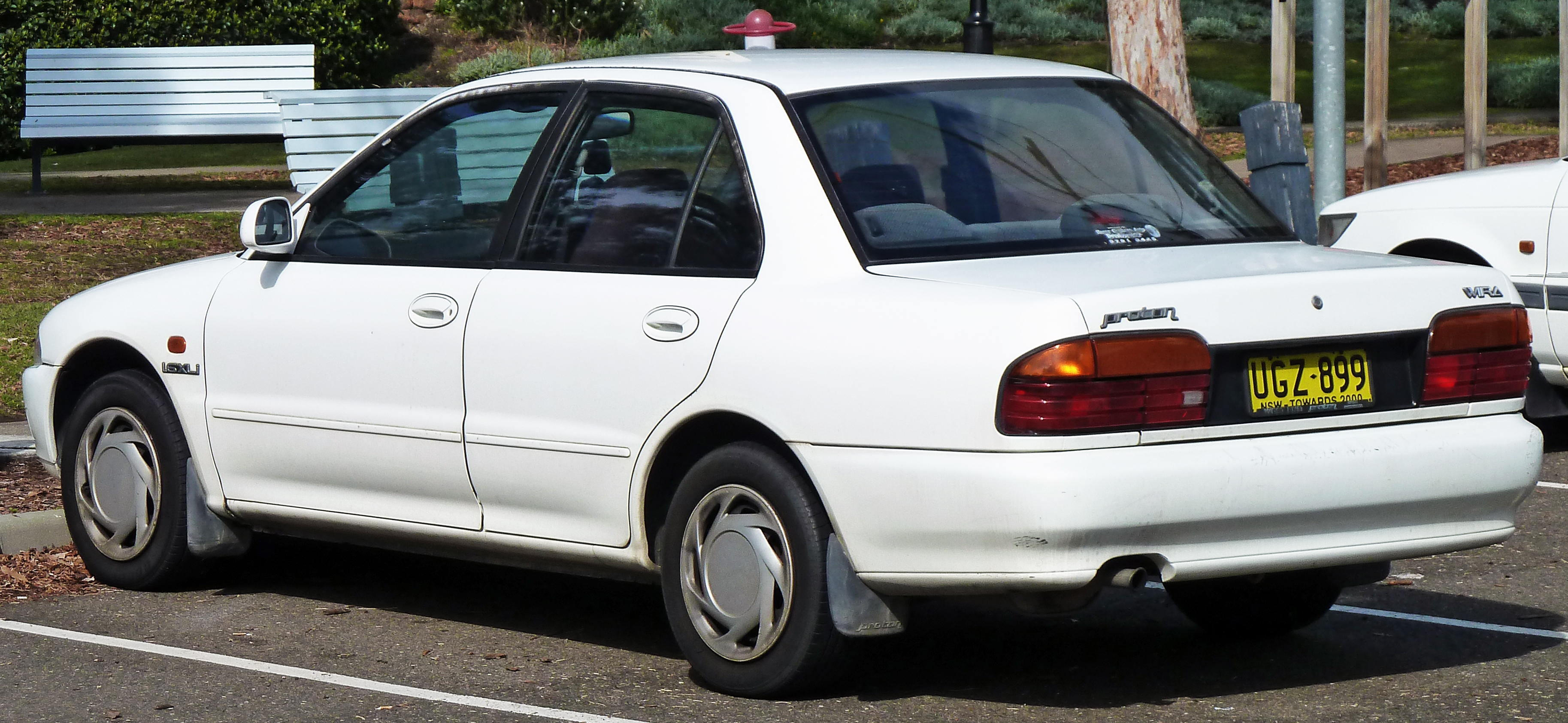
Heckansicht
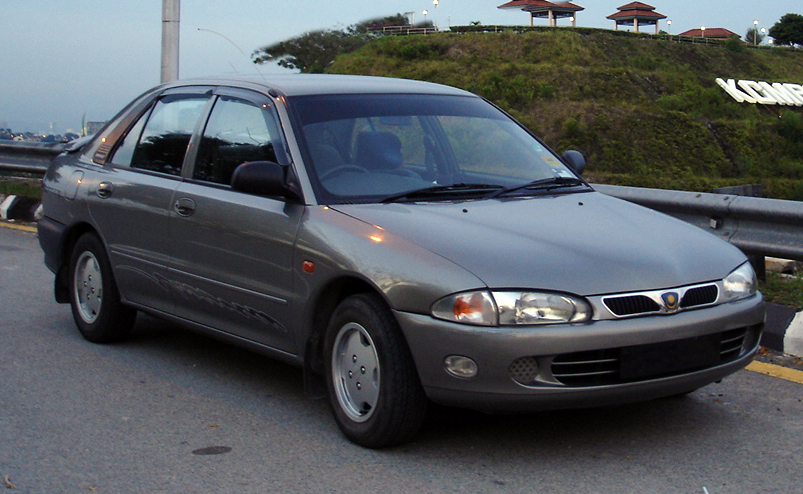
Proton Wira Schrägheck (1999–2004)
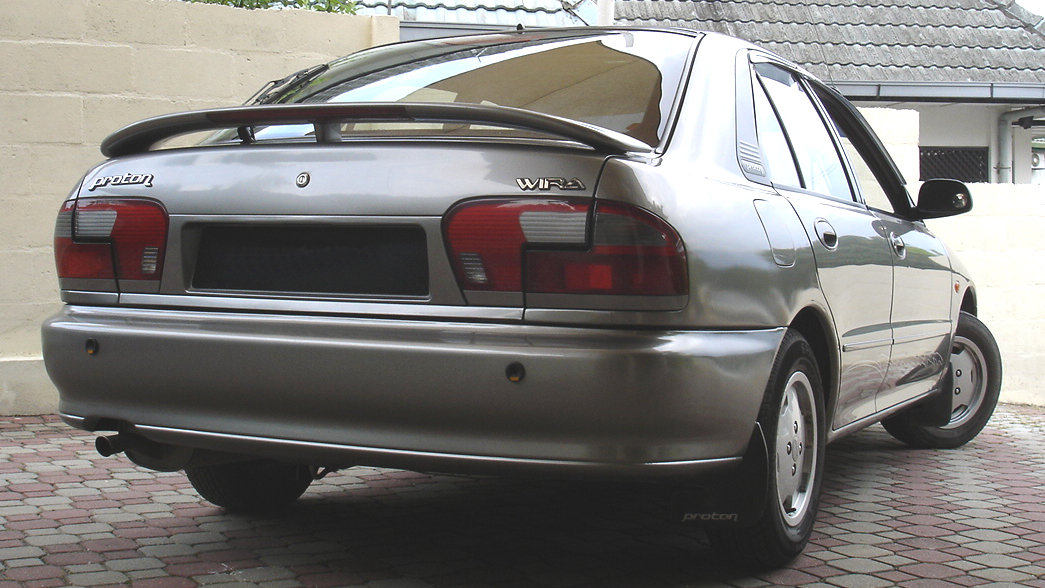
Heckansicht
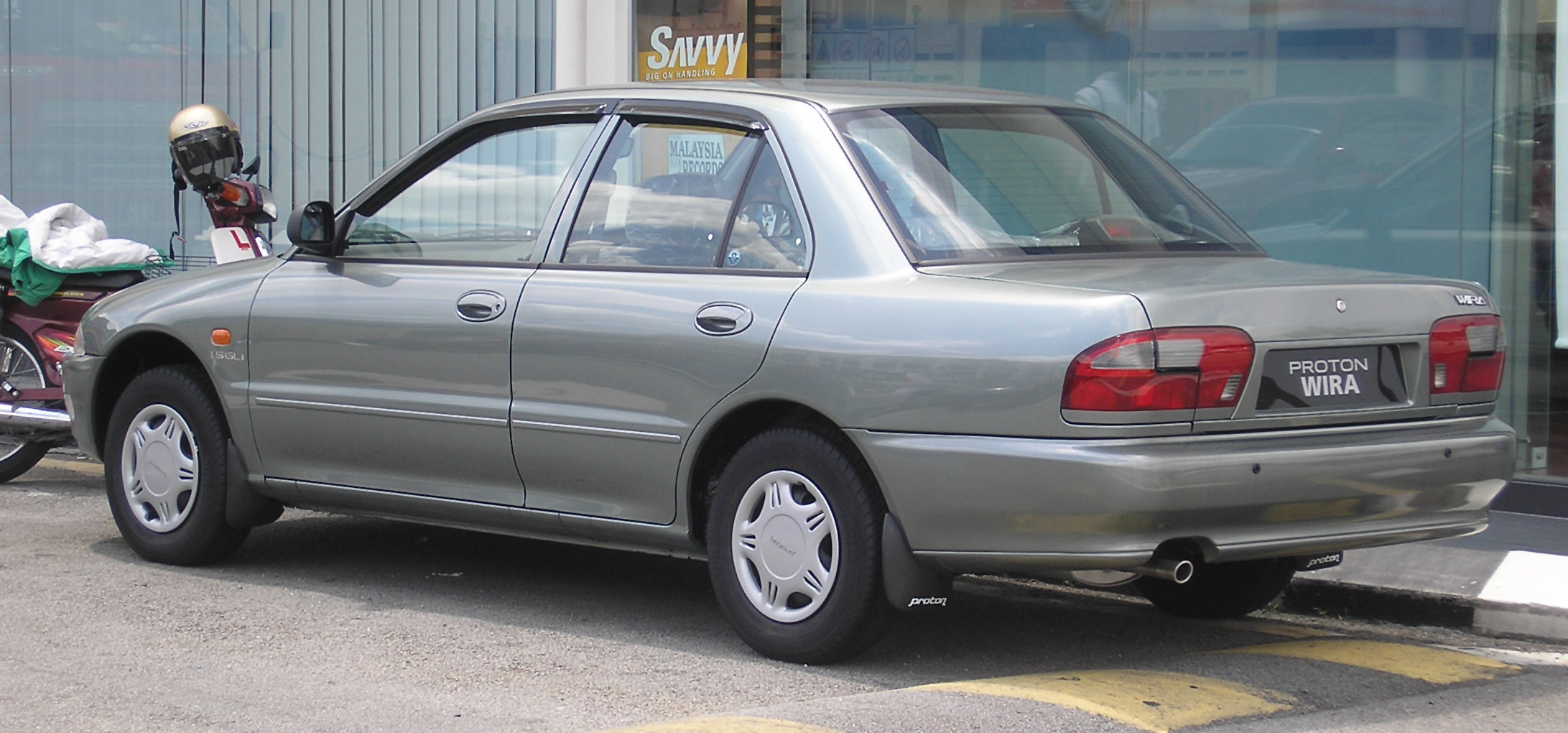
Proton Wira Stufenheck (1999–2004)
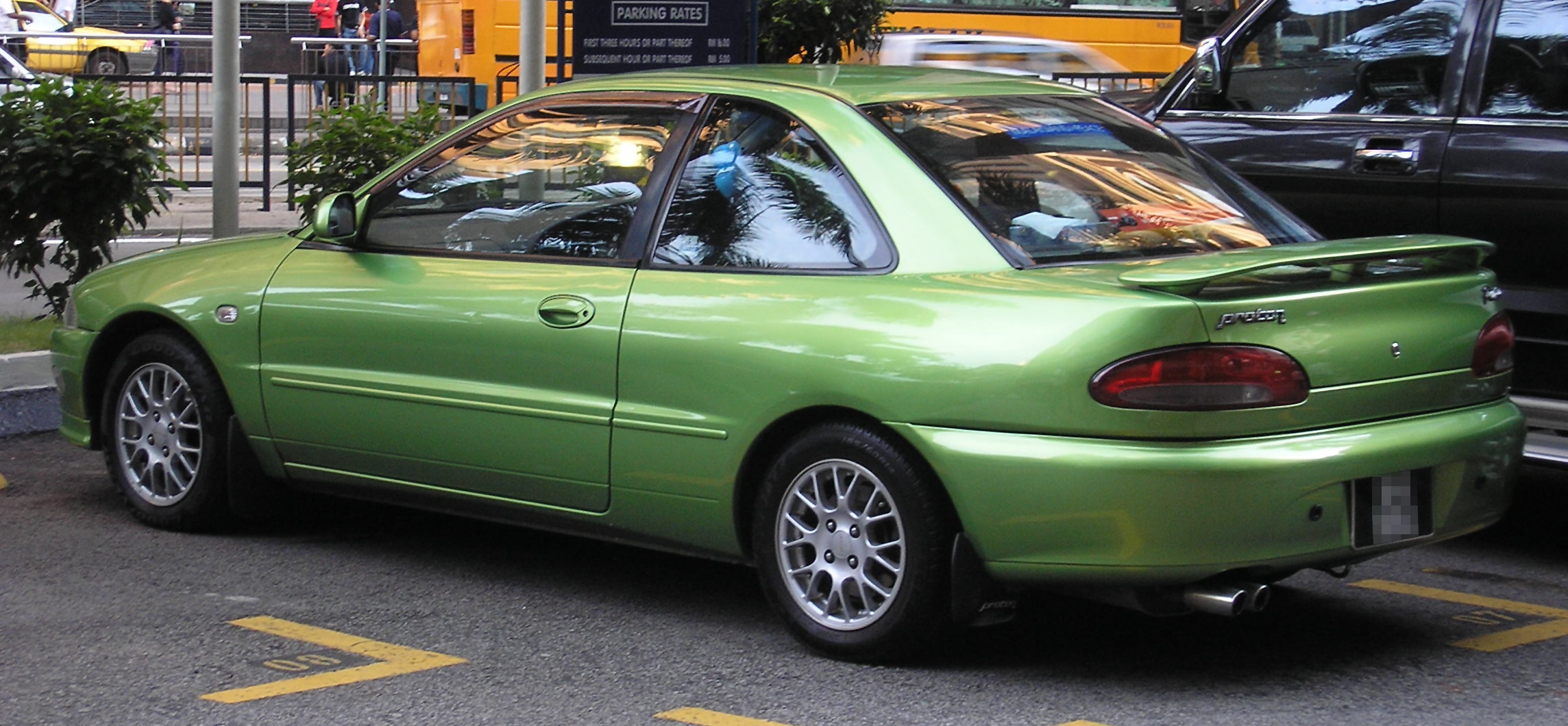
Proton Putra (1995–2000)

## Modelle und Daten
In der ersten Serie war der 1,3-Liter-12V-Vierzylinder-Reihenmotor in der Basisversion des Wira / 400 erhältlich. Der 1,5-Liter-12V-Vierzylinder-Reihenmotor aus dem Saga Iswara und dem Saga wurde unverändert übernommen. Der 1,6-Liter-16V-Vierzylinder-Reihenmotor wurde zusammen mit dem 4-stufigen Automatikgetriebe (auf Wunsch) (und elektrischen Fensterhebern an allen 4 Türen) eingeführt. Der Wira war das erste Proton-Modell, das damit ausgestattet war. Die Modelle mit Mehrpunkteinspritzung wurden MPi genannt.
1995 erhielt der Wira den überarbeiteten Mitsubishi-Orion-Motor mit 1,3-Liter-Hubraum, der bereits im Saga eingesetzt war. Danach kam 1996 der 1,8-Liter-16V-Vierzylinder-DOHC-Reihenmotor, erstmals bei einem Proton eingesetzt. Gleichzeitig erschien der 2,0-Liter-Vierzylinder-Dieselmotor (Modell 2,0D oder SDi), wurde später aber wegen mangelnden Kundeninteresses fallengelassen. Der Wira ist bis heute das einzige Dieselmodell von Proton. 1999 verschwanden alle Vergaserversionen des Wira für Malaysia.

## Sicherheitsausstattung
Wie die meisten anderen Proton-Modelle dieser Zeit hatte auch der Wira für Malaysia keine anderen Sicherheitsausstattungen zu bieten als Dreipunktgurte mit Gurtstraffer und eine Windschutzscheibe aus Sicherheitsglas. Die Exportmodelle allerdings hatten eine deutlich bessere Sicherheitsausstattung, z. B. einen Airbag für den Fahrer, Seitenaufprallschutz in den Türen und ABS, das es später auch in Malaysia gab.

## Export
1994 begann der Export in das Vereinigte Königreich unter dem Namen ‘‘Persona’’ (nicht zu verwechseln mit dem jüngsten Limousinenmodell Persona). Wie beim Saga erhielten alle Exportmodelle eine Mehrpunkteinspritzung (MPI), damit sie der Abgasnorm Euro I entsprachen.

Im übrigen Europa wurde der Wira als Proton 400 von 1995 bis 2001 verkauft. Das Coupé Proton Putra wurde in Deutschland unter dem Namen Proton 418 LRS verkauft.

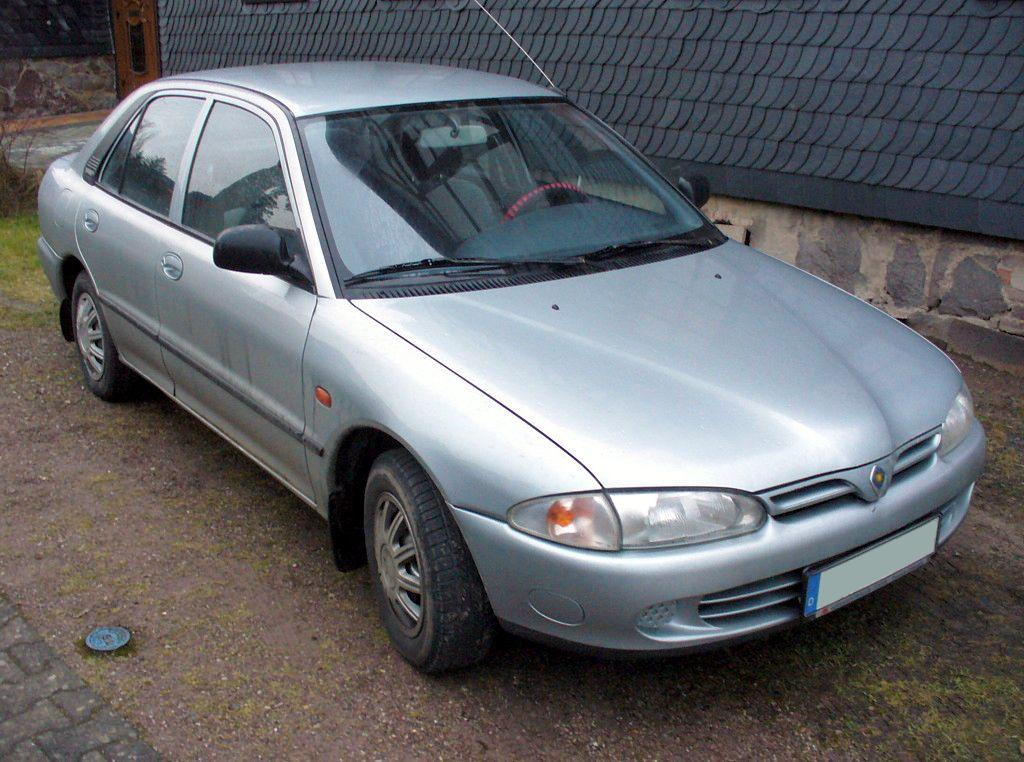
Proton 415 GLSi (Deutschland)
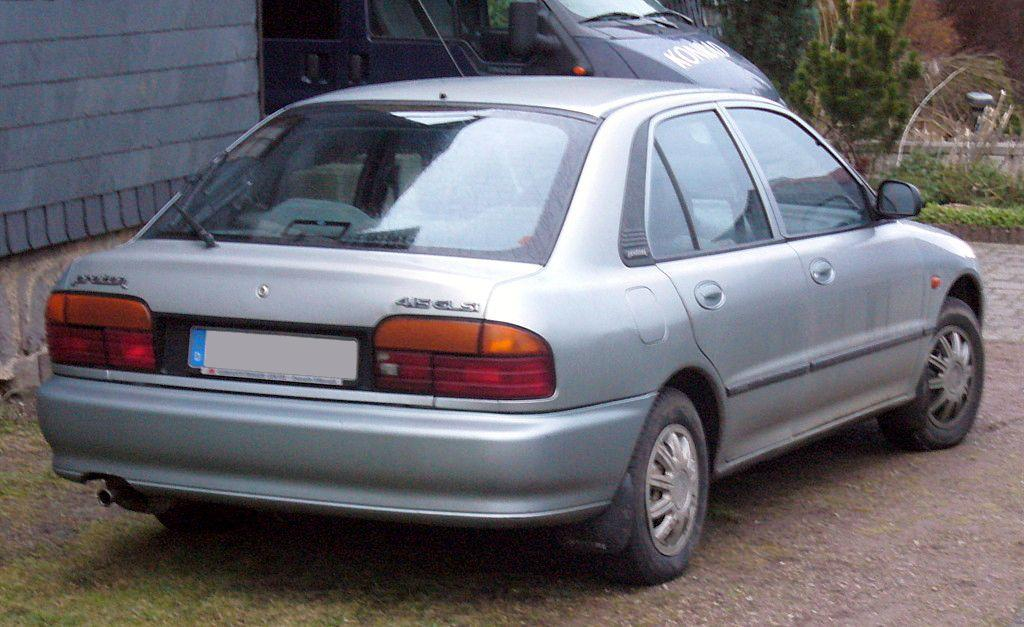
Heckansicht

Für Großbritannien gab es auch einen Turbodiesel namens TDi. Seit 2001 wurden die Wagen unter dem Namen Wira im Vereinigten Königreich angeboten. 2002 wurde der Wira durch den Proton Impian ersetzt, der in Malaysia unter dem Namen Waja gefertigt wird.
2005 begann Zagross Khodro mit dem Bau des Wira als CKD-Kit für den iranischen Markt.